# Und tschüss!
Und tschüss! ist eine deutsche Fernsehserie, die im Jahre 1994 von der Bavaria Film für RTL produziert wurde. Ausgestrahlt wurde die Serie erstmals im Zeitraum vom 8. Mai bis zum 7. August 1995.
Die Drehbücher schrieben Wolfgang Büld (auch Regie) und Stefan Cantz. Die Handlung dreht sich um eine chaotische Clique aus dem Ruhrgebiet. Die Serie hat nur eine Staffel mit 13 Folgen, weitere Erlebnisse der Clique wurden von 1996 bis 1998 in drei Spielfilmen dargestellt.

## Handlung
Günther (genannt „Günni“), Petra, Jürgen, Eddie, René (genannt „Zombie“), Raoul und Silke sind eine Clique in Essen. Ihr Lieblingstreffpunkt ist die von Raouls Vater geleitete Gaststätte „Industrie“. Im Mittelpunkt der Geschichten steht die Tankstelle von Hugo Günzler, in der Günni und Jürgen oft an ihren Autos basteln und die Günni später übernimmt. Die Handlungen der einzelnen Episoden drehen sich um Günnis Liebe zu Petra und zu seinem Ford Mustang, die sich gelegentlich widersprechen, Petras Liebe zu Günni und ihr Wunsch, er möge endlich mal erwachsen werden, Jürgens Schwanken in seinen beruflichen Zielen und Liebesbeziehungen, Renés Faible für Heavy Metal und Leichen, Eddies innere Spannung zwischen der Clique und ihrem kriminellen Bruder, Raouls Änderungspläne für die Gaststätte seines Vaters und Silkes Suche nach einem geeigneten Mann und einer Filmkarriere.

## Hauptcharaktere
Günther „Günni“ Dobrinski
Günni arbeitet zunächst in einem Supermarkt, verliert aber seine Stelle und findet keine neue. Als Hugo Günzler einen Herzinfarkt erleidet, übernimmt Günni den Betrieb und renoviert die Tankstelle auf eigene Kosten. Dafür wird er von Hugo Günzler nach dessen Rückkehr aus dem Krankenhaus zum Partner ernannt. Günni ist ein total lässiger Typ, der alles mitmacht. Wenn einer seiner Freunde ihn braucht, ist er mit ganzem Einsatz dabei. Sein Leben dreht sich größtenteils um seinen Ford Mustang, dabei vernachlässigt er auch schon mal seine Freundin Petra.
Petra Rentrop
Petra ist die Freundin von Günni. Sie arbeitet zunächst in demselben Supermarkt wie Günni, bekommt aber bald eine Stelle als Verkäuferin in einer Buchhandlung. Im Gegensatz zu Günni hat Petra schon klare Vorstellungen von ihrer Zukunft. Aus diesem Grund geraten beide oft in Streitereien. Petra wohnt mit ihrer besten Freundin Silke in einer Wohnung.
Jürgen Jaskulke
Jürgen hat eine Lehre als Drucker gemacht, leistet gerade seinen Zivildienst ab und fährt einen aufgemotzten VW Käfer. Häufig basteln Günni und er gemeinsam an ihren Autos. Jürgen kommt aus einer einfachen Familie und will nach dem Zivildienst in seinen erlernten Beruf als Drucker zurück, wird aber von seiner Freundin Saskia überredet, in dem Bauunternehmen ihres Vaters zu arbeiten.
Saskia Fernau
Saskia stammt aus einer wohlhabenden Unternehmerfamilie und ist mit Jürgen befreundet. Sie versucht, ihm zu einem gesellschaftlichen Aufstieg zu verhelfen, versteht aber nicht, dass für ihn andere Dinge wichtig sind als für sie.
René „Zombie“ Bischof
„Zombie“ ist bei einem Bestattungsunternehmen, das sein Vater leitet, als Fahrer des Leichenwagens angestellt. Er hat neben seinem sportlichen rosafarbenen Opel Kadett auch ein Faible für das Übersinnliche und Metal-Musik.
Raoul Gölsch
Raouls Familie stammt aus dem Osten Deutschlands. Sein Vater leitet die Gaststätte „Industrie“, die ein beliebter Treffpunkt für die Clique ist.
Eddie Grollmann
Die chaotische Eddie ist Vollwaise. Sie haut bei ihrem Bruder Kalli ab (der zusammen mit Wampe auch Günnis Mustang klaut) und kommt in der Clique unter. Nach Absprache mit Hugo, dem die Tankstelle gehört, macht sie das geschlossene Büdchen als Imbiss wieder auf.
Silke Klever
Silke, die beste Freundin von Petra, ist Single und ständig auf der Suche nach ihrem Traummann sowie ihrer Schauspielkarriere.

## Nebencharaktere
Hertha und Willi Dobrinskisind Günnis Eltern. Hertha ist immer um Günni besorgt, während sich Willi lieber seiner Kaninchenzucht und Hase Rudi widmet.
Herr Gölschist Raouls Vater und Besitzer der Gaststätte „Industrie“. Er spricht stets sächsisch und ist immer gegen neue Trends.
Kalli und Wampesind zwei Kriminelle, die immer wieder aus dem Gefängnis ausbrechen und eine Bank überfallen. Kalli ist Eddies Bruder und möchte immer, wenn er auf freiem Fuß ist, Geld von ihr.
Hugo Günzlerist Besitzer der Tankstelle. Er hat eine eigene Geschäftsmoral und ignoriert jeden Brief der Behörde. Er möchte nicht, dass jemand anderes sein Geschäft „ruiniert“, lässt jedoch Eddie die Pommesbude übernehmen. Als er einen Herzinfarkt erleidet, kümmert sich Günni um den Betrieb. Als er aus der nach dem Krankenhausaufenthalt folgenden Kur zurückkehrt, ist er verheiratet und überlässt Günni die Tankstelle.
Die Polizisten Molsch und Kaportkesind zwei Polizisten, die Günni und den anderen oft in die Quere kommen.
Frau Ronjackist eine alte Frau, bei der Jürgen als Zivildienstleistender Essen ausfährt. Sie ist stets gut drauf und weiß, wie sie Jürgen überzeugen kann, ihr anstelle einer Suppe ein Kotelett zu servieren.
Sascha FernauSascha ist der Bruder von Saskia. Er ist äußerst arrogant und sieht auf die Clique herab. Mit „Günni“ ist er auf Kriegsfuß, weil dieser ihm Petra ausgespannt hat.
Konstantinist der Beste Freund von Sascha und macht bei fast jeder Idee Saschas mit. Meist ist er im Tennisclub zu finden.

## Spielfilme
Basierend auf der Fernsehserie entstanden in den nachfolgenden Jahren drei Spielfilme. Deren Handlung hat jedoch kaum einen Bezug zu der Serie, und von den Hauptdarstellern ist in jedem Film nur ein Teil vertreten. Die Filme spielen größtenteils nicht mehr in Essen, sondern auf Mallorca und in den USA.

### Und tschüss! Auf Mallorca (1996)
Hauptdarsteller: Gesine Cukrowski (in einer Doppelrolle als Petra Rentrop und Bonny Bender), Benno Fürmann, Chrissy Schulz, Christian Kahrmann, Paul Herwig (als Eberhard), Tom Mikulla
Nebendarsteller: Jürg Löw (als Bernd Bender), Uli Krohm (als Werner), Rüdiger Wandel (als Ossie), Lutz Michael (als Heinz), Christof Wackernagel
Drehbuch: Stefan Cantz
Regie: Karsten Wichniarz
Handlung: Günni, Petra, Jürgen, Silke und Raoul wollen ihren Urlaub gemeinsam auf Mallorca verbringen. Dabei geht zunächst alles schief: Am Flughafen ist ihr Gepäck verschwunden, das Hotel hat keine Zimmer reserviert und dann werden sie auch noch bestohlen. Gemeinsam mit dem etwas hilflosen Eberhard, den sie vor Ort kennenlernen und der dasselbe Schicksal erlitten hat, versuchen sie, wieder zu Geld zu kommen. Dabei werden sie noch Opfer einer Verwechslung: Bonny Bender, die Tochter des Schlagersängers Bernd Bender, sieht Petra zum Verwechseln ähnlich. Als ihr Vater für einen Auftritt die Insel verlässt, gelingt es Bonny, ihrem Aufpasser Werner zu entwischen. Dabei wird sie von Ossi und Heinz, der Besatzung von Benders Yacht, entführt. Auf der Suche nach Bonny trifft Werner Petra. Er glaubt ihr nicht, dass sie nicht Bonny ist, und zwingt sie, ihm nach Hause zu folgen. Als die Entführer Werner anrufen, um Lösegeld zu erpressen, erfahren sie, dass Bonny zu Hause ist. Sie glauben deshalb, die falsche entführt zu haben, und lassen Bonny in einem einsamen verfallenen Bauernhof zurück. Petra, die Werner entkommen ist, gerät Ossi und Heinz in den Weg und wird von ihnen entführt. Auf der Suche nach Petra finden Günni und Eberhard Bonny und befreien sie. Gemeinsam gelingt es ihnen, auch Petra zu befreien und Ossi und Heinz der Polizei zu übergeben. Als Belohnung nimmt Bernd Bender die Clique als Crew auf einen Segeltörn auf seiner Yacht mit, so dass sie doch noch zu ihrem Urlaub kommen.

### Und tschüss! In Amerika (1996)
Hauptdarsteller: Benno Fürmann, Chrissy Schulz, Andreas Arnstedt, Tom Mikulla, Gesine Cukrowski,
Nebendarsteller: Jens Peter Nünemann (als Andy Bischof), Dan Frank (als Bill), Norbert Weisser (als Wagner)
Drehbuch: Wolfgang Büld, Paulette Panter
Regie: Michael Keusch
Handlung: Günni hat bei einem Rennen sein Auto zu Schrott gefahren und Raoul ist zur Finanzierung des Umbaus einer alten Fabrikhalle in ein Restaurant dem Kredithai Wagner in die Hände gefallen. Um an Geld zu kommen, beschließen sie, dass Günni und Zombie mit Raouls restlichem Geld nach Amerika fliegen und gebrauchte Wohnwagen kaufen und nach Deutschland schicken sollen, die Raoul dann mit hohem Gewinn verkaufen will. In Amerika sieht Günni jedoch einen Thunderbird, der gerade so viel kostet, wie Raoul ihnen mitgegeben hat. Bei einer Probefahrt werden er und Zombie von dem betrügerischen Wagenhändler Bill ausgeraubt. Zusammen mit Silke, die als Au Pair bei einer reichen Amerikanerin gearbeitet hat, versuchen sie, Raouls Geld zurückzubekommen. Dabei landen sie zunächst wegen Alkohol am Steuer im Gefängnis. Mit Hilfe einer Rockerbande, die sie dort kennengelernt haben, gelingt es ihnen, den Thunderbird zu entführen. Damit fahren sie zunächst nach Las Vegas, wo sie eine Menge Geld beim Glücksspiel gewinnen. Als sie bei Zombies Tante in Los Angeles zu Besuch sind, werden sie von Bill aufgestöbert, der den Thunderbird wieder zurückstiehlt. Gemeinsam mit Zombies Vetter Andy verfolgen sie Bill in Andys Auto, und es gelingt ihnen, Bill zu stellen und Raouls Geld zurückzubekommen. Raoul wurde inzwischen von Wagner immer wieder unter Druck gesetzt, die Raten pünktlich zurückzuzahlen. Da der Umbau bis zum Tag vor der geplanten Eröffnung immer noch nicht begonnen werden konnte, verzichtet Raoul auf Anregung von Petra auf den Umbau und setzt das Ambiente der Fabrikhalle bewusst als Stilmittel für sein Restaurant ein. Damit und mit einer phantasievollen Speisekarte hat er großen Erfolg und kann seinen Kredit bald zurückzahlen. Da nun keine Eile mehr besteht, den gekauften Wohnwagen nach Deutschland zu schicken, brechen Günni, Zombie und Andy noch zu einer Tour durch die USA auf, während Silke nach Deutschland zurückfliegt.

### Und tschüss! Ballermann Olé (1998)
Hauptdarsteller: Andreas Arnstedt, Christian Kahrmann, Tom Mikulla, Chrissy Schulz
Nebendarsteller: Ulrike Bliefert (als Ulla Herbst), Walter Gontermann (als Carlos), Roland Marx (als Jan), Thorsten Nindel (als Rüdiger Poppels), Claude-Oliver Rudolph (als Achmed), Ania Rudy (als Theresa), Alexander Schubert (als José), Sonja Zimmer alias Rebecca Immanuel (als Maria)
Drehbuch: David Simmons
Regie: Oren Schmuckler
Handlung: Raoul hat eine Reise nach Mallorca gewonnen und nimmt Silke mit. Zur gleichen Zeit müssen Zombie und Jürgen einen Sarg mit einer Verstorbenen dort abholen und nach Deutschland überführen. Maria, die Enkelin des Bestattungsunternehmers, hat aber die Särge verwechselt. Zombie und Jürgen erhalten einen Sarg mit einem alten Mann, in dessen Kleidung Drogen versteckt sind. Der Sarg mit der Deutschen ist mittlerweile bei Drogenboss Carlos gelandet, der seine Handlanger Achmed und José ausschickt, nach dem richtigen Sarg zu suchen. Raoul hat mittlerweile Rüdiger Poppels kennengelernt, der mit seiner Kollegin Ulla Herbst (beide auch bekannt aus der TV-Serie Das Amt) nach Mallorca gekommen ist, weil er dort von seinem Onkel ein Restaurant geerbt hat. Raoul wird von dem geschäftsuntüchtigen Rüdiger als Geschäftsführer für das Restaurant engagiert. Silke kann sich mittlerweile kaum des aufdringlichen Reiseleiters und Animateurs Jan erwehren, der sie für alle möglichen Programmpunkte wie z. B. Kanufahren und einen Lebensrettungskurs als Partnerin haben will. Um ein Pfand für den richtigen Sarg zu haben, bringen Zombie und Jürgen den Sarg nicht ins Bestattungsinstitut zurück, sondern stellen ihn in Raouls Hotelzimmer ab und verstecken die Leiche unter der Bettdecke. Sie werden jedoch von Achmed und José beschattet, die bald darauf den Sarg stehlen. Zombie und Silke bringen daraufhin die Leiche aus dem Hotel. Als Achmed und José das Hotelzimmer erneut durchsuchen, um die Leiche zu finden, taucht Raoul mit seiner neuen Bekannten Theresa auf, die eine Ex-Freundin von Achmed ist. Achmed sperrt die beiden in einen defekten Hotelaufzug ein. Rüdiger und Ulla warten daher vergeblich auf die von Raoul beschafften Delikatessen und nehmen als Ersatz eine alte Destillieranlage von Rüdigers Onkel wieder in Betrieb. Mit dem selbstgebrannten Schnaps machen sie einen riesigen Gewinn. Mittlerweile haben Zombie, Jürgen und Silke von Maria die Adresse erfahren, an die der andere Sarg gegangen ist. Während Zombie und Jürgen dort ein Lagerhaus durchsuchen und tatsächlich den Sarg mit der Deutschen finden, werden Silke und Maria von Achmed und José entführt. Zombie und Jürgen sollen zum Austausch die Leiche des alten Mannes abliefern. Stattdessen versteckt sich jedoch Jan in dem Sarg, um Silke zu helfen, und gemeinsam gelingt es ihnen, Achmed und José zu überwinden und Silke und Maria zu befreien.

## Ausstrahlungen
Die Serie wurde bisher viermal im Fernsehen ausgestrahlt. Die Erstausstrahlung erfolgte vom 8. Mai bis zum 7. August 1995 jeweils montags um 20:15 Uhr auf RTL. Eine erste Wiederholung fand von Februar bis Juni 1998 ebenfalls auf RTL statt. 2003 wurde die Serie gleich zweimal ausgestrahlt: vom 6. Juni bis zum 5. September freitags um 20:15 Uhr auf RTL und vom 11. September bis zum 11. Dezember donnerstags um 21:15 Uhr auf Super RTL.
Auch die Filme wurden bisher mehrmals im Fernsehen gezeigt.
- Und tschüss! Auf Mallorca wurde am 21. Januar 1996 zum ersten Mal auf RTL gesendet, Wiederholungen folgten am 9. Juli 2004 auf RTL sowie am 13. Mai 2008, am 22. Juli 2010 auf Super RTL und am 1. Januar 2014 auf RTL Nitro.
- Und tschüss! In Amerika wurde im November 1996 erstmals auf RTL ausgestrahlt und am 18. Dezember 2003, am 20. Mai 2008 und am 8. Oktober 2010 auf Super RTL sowie am 1. und 2. Januar 2014 auf RTL Nitro wiederholt.
- Für Und tschüss! Ballermann Olé fand die Erstausstrahlung am 18. Januar 1998 auf RTL statt, wiederholt wurde der Film am 2. Juli 2004 auf RTL, am 27. Mai 2008 und am 9. Oktober 2010 auf Super RTL und am 1. Januar 2014 auf RTL Nitro.

## Veröffentlichung auf DVD
2008 wurden die Serie in einer DVD-Box mit vier DVDs und die Filme jeweils einzeln auf DVD veröffentlicht. Zweimal wurden die gesamte Serie (13 Folgen) und alle drei Filme jeweils gemeinsam in einer DVD-Box mit 7 DVDs veröffentlicht: 2010 als „Und tschüss! Die gesammelten Werke“ und 2014 als „Und tschüss! Komplettbox“.

## Drehorte
Die Drehorte für die Schauplätze der Serie befinden sich in verschiedenen Stadtteilen von Essen
- Die Tankstelle liegt auf einem alten Industriegelände in Katernberg in der Emscherstraße 40. Das Restgebäude existiert noch.
- Die Gaststätte Industrie liegt in der Heßlerstraße 147 in Altenessen-Nord.
- Die Wohnungen befinden sich in Altenessen und in Katernberg nahe der Kokerei Zollverein.
- Das Bestattungsunternehmen Bischof befindet sich in der Huestraße in Katernberg.
- Die Sparkasse und Dobrinskis Wohnung befinden sich auf der Margarethenhöhe.
- Die Videothek befand sich in Altenessen. Das Gebäude wurde im Zuge von Umbaumaßnahmen im ÖPNV abgerissen.
- Das Versteck von Kalli und Wampe befindet sich neben dem Friedhof am Hallo in Schonnebeck.
- Der Lauenscheider See ist der Halterner Stausee.
- Der Campingplatz ist der DCC-Campingplatz „Haus Scheppen“ neben der Teilruine des gleichnamigen Lehnsguts am Baldeneysee
- Der Zeitungskiosk war der traditionelle Kiosk Willy Göken in Altendorf, der 2012 dem Bau eines Naherholungsgebiets mit See weichen musste.
- Gedreht wurde auch im mittlerweile abgerissenen Essener Georg-Melches-Stadion in Bergeborbeck. Der Dreh fand während der Partie in der Regionalliga West/Südwest zwischen Rot-Weiss Essen und Arminia Bielefeld am 20. August 1994 statt. Unstimmig ist, dass die Clique im Fanblock von RWE gezeigt wird, Christian Kahrmann und Jessica Stockmann verlassen das Stadion jedoch über den Haupteingang der Haupttribüne.

## Soundtrack
Die Serie enthält zum Teil Lieder, die während der Produktion aktuell waren, z. B. Ich find’ dich scheiße von Tic Tac Toe, Who's The King von Dog Eat Dog, Thank's For Nothing von Overkill oder Golden Boy von The Stranglers, aber auch viele „Klassiker“ aus den 1960er bis 1980er Jahren. Ein Teil der Songs wurde auf einer Soundtrack-CD veröffentlicht.
Das Original-Intro Hallo und tschüss, von dem auch der Name der Serie abgeleitet ist, stammt von der deutschen Band Hexenhaus. Bei der Wiederholung der Serie im Jahre 2003 wurde das Intro überarbeitet und das Lied Heartbeat von Daniel Küblböck eingemischt. Neben dem neuen Intro wurde auch andere Musik neu eingemischt. Zu hören sind nun u. a. Männer sind Schweine von Die Ärzte, We Can Leave the World von Sasha und Sexbomb von Tom Jones und Mousse T. Des Weiteren wurden zum Teil Filmmusiken ersatzlos gestrichen, weil sie das alte Titellied zitierten. Bei den DVD-Veröffentlichungen wurde wieder die ursprüngliche Musik verwendet.

## Vermischtes
- Regisseur Wolfgang Büld inszenierte u. a. auch „Gib Gas – Ich will Spaß“ mit Nena und Markus sowie „Manta Manta“ mit Til Schweiger und Tina Ruland, die in das Genre von Und tschüss! passen.
- Das Serienuniversum von Und tschüss! überschneidet sich mit dem von Das Amt: Die Figuren Ulla Herbst (Ulrike Bliefert) und Rüdiger Poppels (Thorsten Nindel) aus Das Amt traten in dem Film Und tschüss!: Ballermann olé auf.